# Каратауський сільський округ (Таласький район)
Карата́уський сільський округ (каз. Қаратау ауылдық округі, рос. Каратауский сельский округ) — адміністративна одиниця у складі Таласького району Жамбильської області Казахстану. Адміністративний центр — село Єсей-бі.
Населення — 1196 осіб (2021; 1488 у 2009, 1370 у 1999, 1378 у 1989).
Станом на 1989 рік існувала Каратауська сільська рада (села Караой, Каскабулак, Каратау), з 1993 року — окремо Каратауський сільський округ та Каскабулацький сільський округ. 1997 року Каскабулацький сільський округ був ліквідований та приєднаний до складу Каратауського сільського округу, однак 2004 року він був відновлений.

## Склад
До складу округу входять такі населені пункти:
| Населений пункт | Старі назви | Населення, осіб (1989) | Населення, осіб (1999) | Населення, осіб (2009) | Населення, осіб (2021) |
| --------------- | ----------- | ---------------------- | ---------------------- | ---------------------- | ---------------------- |
| Єсей-бі, село   | Каратау     | 1270                   | 1032                   | 1081                   | 883                    |
| Караой, село    | -           | 108                    | 338                    | 407                    | 313                    |